# Saint-Mars-sous-Ballon

Saint-Mars-sous-Ballon este o comună în departamentul Sarthe, Franța. În 2009 avea o populație de 874 de locuitori.